# Belleville-en-Caux
Pour les articles homonymes, voir Belleville.
Belleville-en-Caux est une commune française située dans le département de la Seine-Maritime en région Normandie.

## Géographie

### Localisation

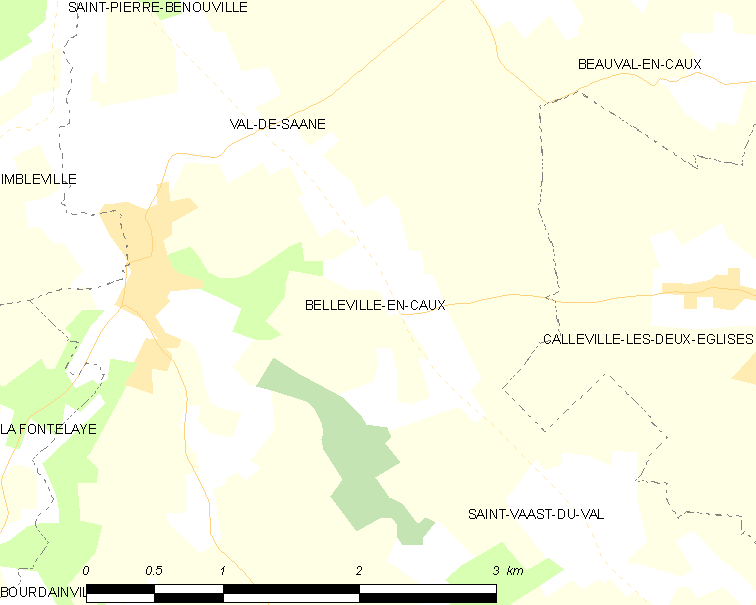
Carte de la commune.

| Val-de-Saâne | Val-de-Saâne       |                             |
| Val-de-Saâne | Belleville-en-Caux | Calleville-les-Deux-Églises |
| Val-de-Saâne |                    | Saint-Vaast-du-Val          |

### Hydrographie
La commune est située dans le bassin Seine-Normandie. Elle est drainée par le Traversin,.

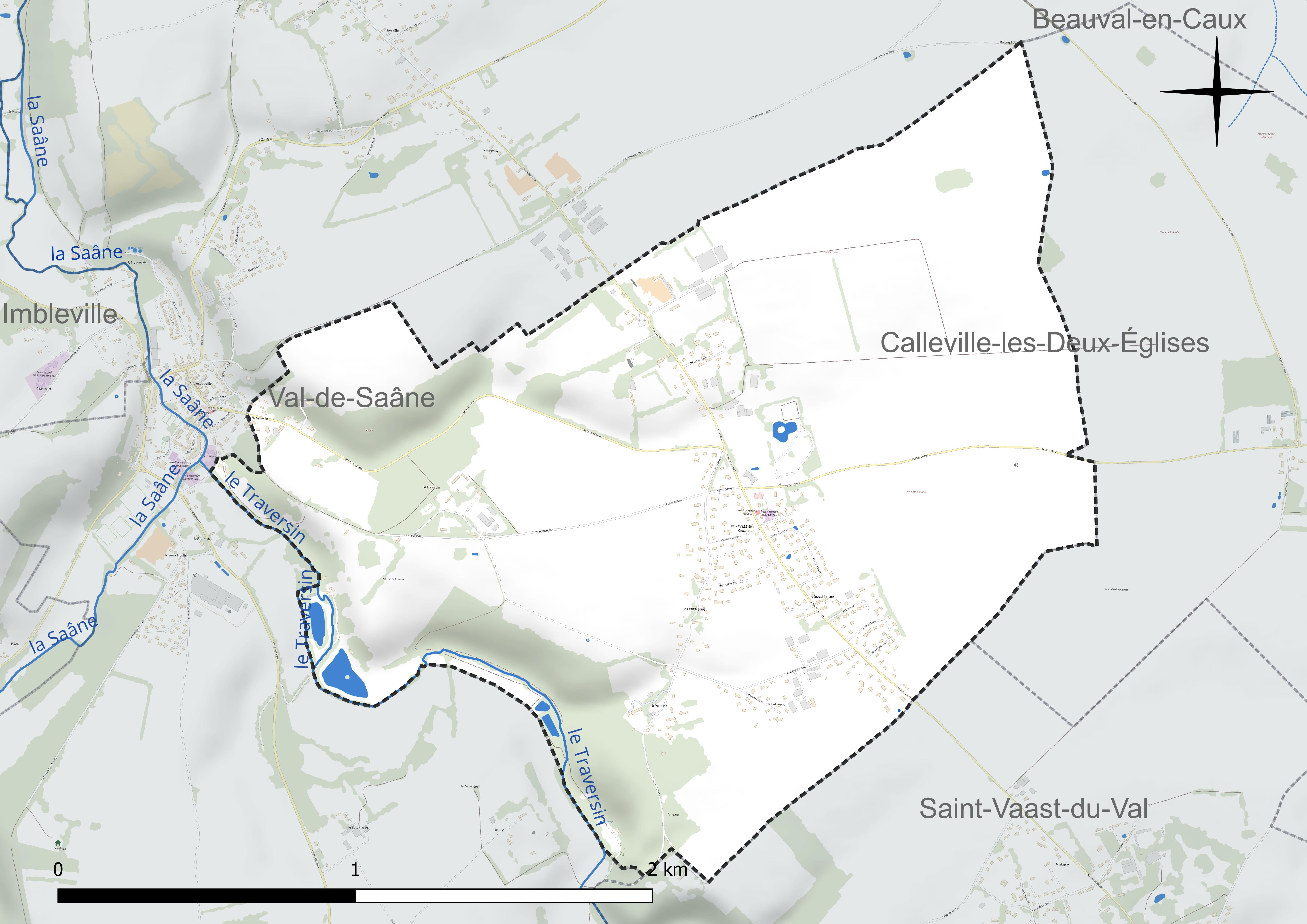
Réseau hydrographique de Belleville-en-Caux.

### Climat
Pour des articles plus généraux, voir Climat de la Normandie et Climat de la Seine-Maritime.
En 2010, le climat de la commune est de type climat océanique altéré, selon une étude du CNRS s'appuyant sur une série de données couvrant la période 1971-2000. En 2020, Météo-France publie une typologie des climats de la France métropolitaine dans laquelle la commune est exposée à un climat océanique et est dans la région climatique Côtes de la Manche orientale, caractérisée par un faible ensoleillement (1 550 h/an) ; forte humidité de l’air (plus de 20 h/jour avec humidité relative > 80 % en hiver), vents forts fréquents. Parallèlement le GIEC normand, un groupe régional d’experts sur le climat, différencie quant à lui, dans une étude de 2020, trois grands types de climats pour la région Normandie, nuancés à une échelle plus fine par les facteurs géographiques locaux. La commune est, selon ce zonage, exposée à un « climat maritime », correspondant au Pays de Caux, frais, humide et pluvieux, légèrement plus frais que dans le Cotentin.
Pour la période 1971-2000, la température annuelle moyenne est de 10,1 °C, avec une amplitude thermique annuelle de 14 °C. Le cumul annuel moyen de précipitations est de 922 mm, avec 13,5 jours de précipitations en janvier et 8,7 jours en juillet. Pour la période 1991-2020, la température moyenne annuelle observée sur la station météorologique la plus proche, située sur la commune d'Ectot-lès-Baons à 15 km à vol d'oiseau, est de 10,8 °C et le cumul annuel moyen de précipitations est de 905,5 mm,. Pour l'avenir, les paramètres climatiques de la commune estimés pour 2050 selon différents scénarios d'émission de gaz à effet de serre sont consultables sur un site dédié publié par Météo-France en novembre 2022.

## Urbanisme

### Typologie
Au 1er janvier 2024, Belleville-en-Caux est catégorisée commune rurale à habitat dispersé, selon la nouvelle grille communale de densité à sept niveaux définie par l'Insee en 2022.
Elle est située hors unité urbaine. Par ailleurs la commune fait partie de l'aire d'attraction de Rouen, dont elle est une commune de la couronne,. Cette aire, qui regroupe 317 communes, est catégorisée dans les aires de 200 000 à moins de 700 000 habitants,.

### Occupation des sols
L'occupation des sols de la commune, telle qu'elle ressort de la base de données européenne d’occupation biophysique des sols Corine Land Cover (CLC), est marquée par l'importance des territoires agricoles (73,9 % en 2018), en diminution par rapport à 1990 (86,7 %). La répartition détaillée en 2018 est la suivante : 
terres arables (62,2 %), zones urbanisées (13,1 %), forêts (13 %), prairies (6,7 %), zones agricoles hétérogènes (5,1 %). L'évolution de l’occupation des sols de la commune et de ses infrastructures peut être observée sur les différentes représentations cartographiques du territoire : la carte de Cassini (XVIIIe siècle), la carte d'état-major (1820-1866) et les cartes ou photos aériennes de l'IGN pour la période actuelle (1950 à aujourd'hui).

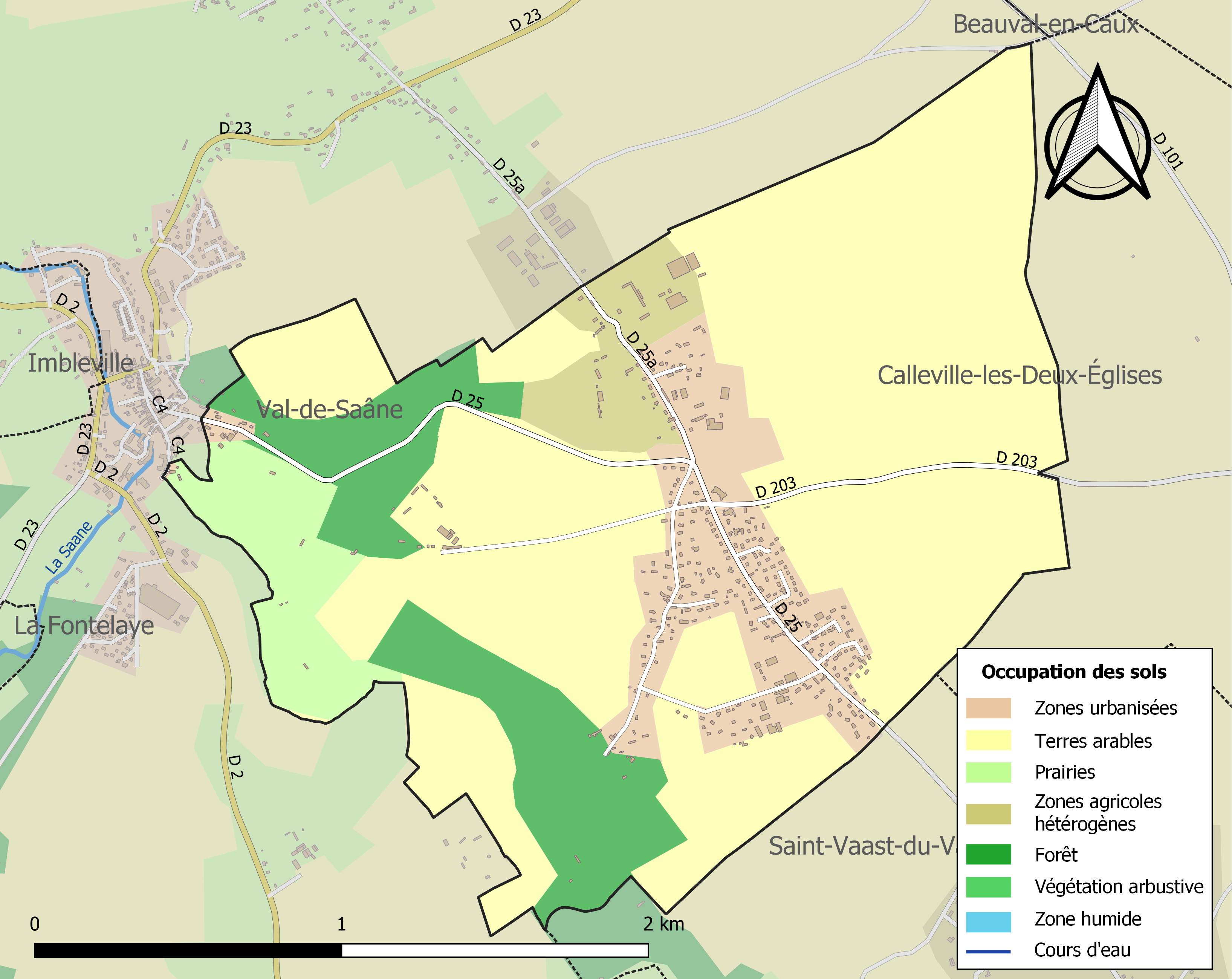
Carte des infrastructures et de l'occupation des sols de la commune en 2018 (CLC).

## Toponymie
Le nom de la localité est attesté sous les formes Villam Pulcherrimam en 734, Bella Villa au XIIe siècle.
Belleville-en-Caux  est un toponyme dénaturé.

La paroisse aurait été dotée d'un complément fort ancien, antérieur à l'an mil, Villam Pulcherrimam super fluvio Sedana (la Saâne actuelle, un petit fleuve côtier) qui daterait du VIIIe siècle. Charles de Beaurepaire fait un usage prudent du conditionnel. Puis le complément serait devenu moins flatteur Merdosa  Villam au XIIe siècle avant que le nom de la paroisse ne prenne la forme Belleville-sur-Anglesqueville.

On connaît en Normandie un certain nombre d'exemples de tels euphémismes, visant à remplacer un nom ressenti comme malséant par un autre, plus fade mais plus « convenable »
Le pays de Caux est une région naturelle de Normandie.

## Histoire

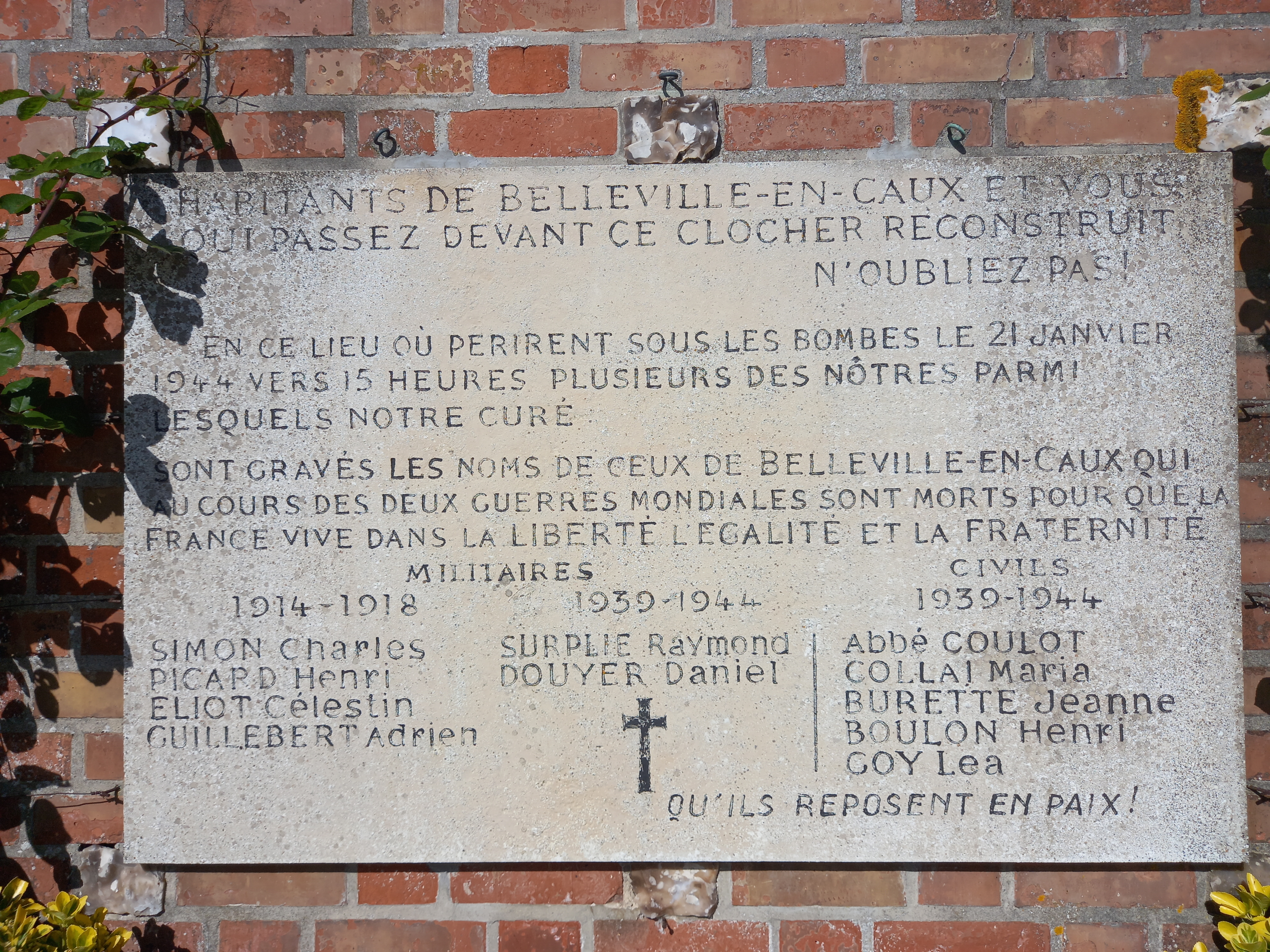
Plaque commémorative du bombardement de 1944.

Durant la Seconde Guerre mondiale, le village a subi un bombardement le 21 janvier 1944 dans le cadre de l'opération Crossbow, faisant plusieurs victimes civiles et détruisant l'église et le presbytère,.

## Politique et administration

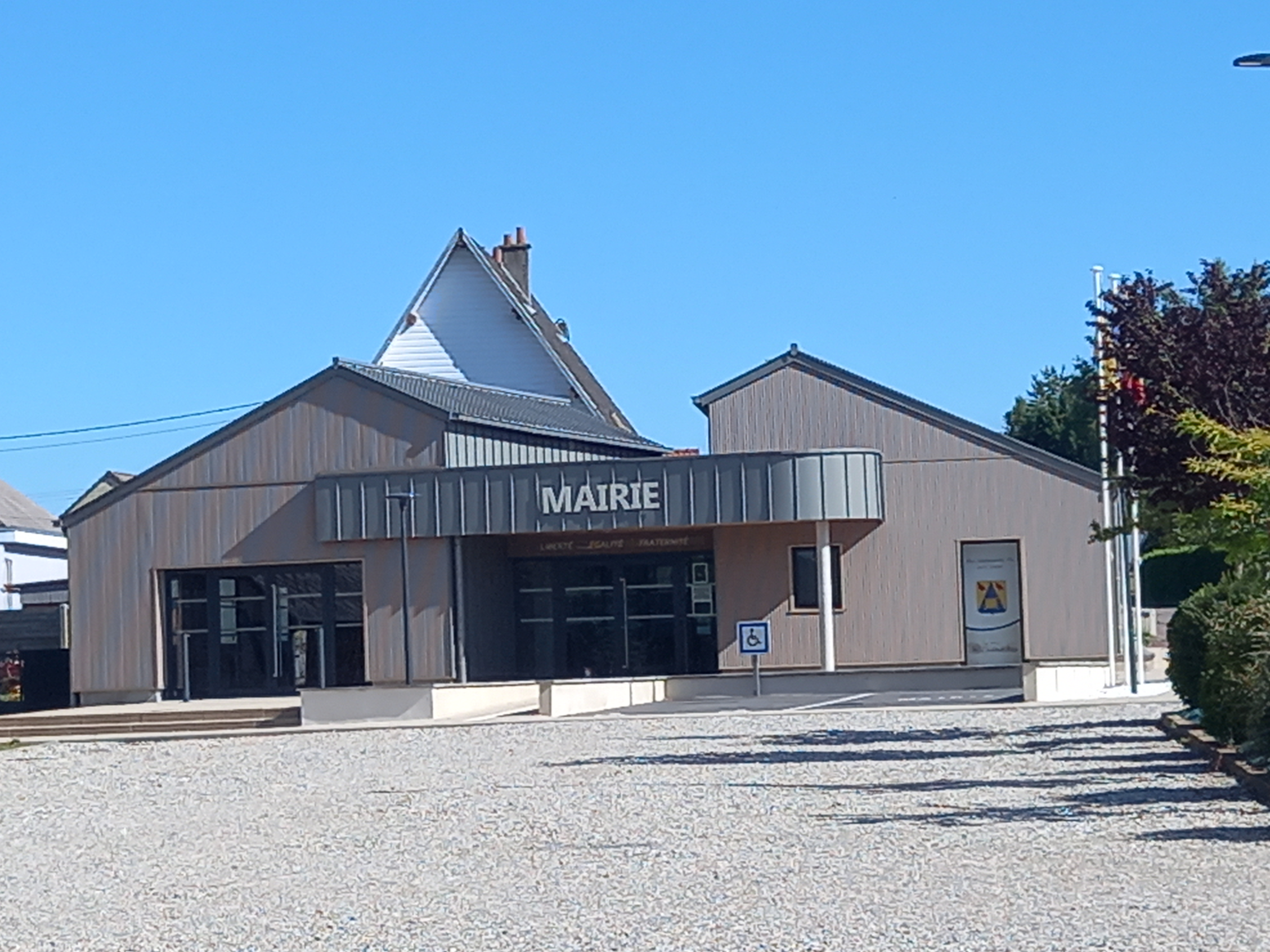
Mairie.

| Période                                  | Période                    | Identité          | Étiquette | Qualité                         |
| ---------------------------------------- | -------------------------- | ----------------- | --------- | ------------------------------- |
| Les données manquantes sont à compléter. |                            |                   |           |                                 |
|                                          | avril 1902                 | C. Leroy          |           |                                 |
|                                          |                            | Patrick Fremont   |           |                                 |
|                                          |                            | Julien Goudout    |           |                                 |
| 1964                                     | 1987                       | Patrice Leroy-Jay |           |                                 |
| Les données manquantes sont à compléter. |                            |                   |           |                                 |
| mars 2001                                | mars 2014                  | Patrick Fremont   |           |                                 |
| mars 2014                                | En cours (au 10 août 2020) | Denis Guillebert  |           | Réélu pour le mandat 2020-2026, |

## Démographie
L'évolution du nombre d'habitants est connue à travers les recensements de la population effectués dans la commune depuis 1793. Pour les communes de moins de 10 000 habitants, une enquête de recensement portant sur toute la population est réalisée tous les cinq ans, les populations de référence des années intermédiaires étant quant à elles estimées par interpolation ou extrapolation. Pour la commune, le premier recensement exhaustif entrant dans le cadre du nouveau dispositif a été réalisé en 2008.

En 2022, la commune comptait 746 habitants, en évolution de +7,65 % par rapport à 2016 (Seine-Maritime : +0,35 %, France hors Mayotte : +2,11 %).
| 1793 | 1800 | 1806 | 1821 | 1831 | 1836 | 1841 | 1846 | 1851 |
| ---- | ---- | ---- | ---- | ---- | ---- | ---- | ---- | ---- |
| 436  | 412  | 412  | 464  | 509  | 519  | 529  | 513  | 503  |

| 1856 | 1861 | 1866 | 1872 | 1876 | 1881 | 1886 | 1891 | 1896 |
| ---- | ---- | ---- | ---- | ---- | ---- | ---- | ---- | ---- |
| 469  | 442  | 385  | 357  | 334  | 310  | 295  | 304  | 290  |

| 1901 | 1906 | 1911 | 1921 | 1926 | 1931 | 1936 | 1946 | 1954 |
| ---- | ---- | ---- | ---- | ---- | ---- | ---- | ---- | ---- |
| 289  | 297  | 279  | 224  | 233  | 229  | 217  | 171  | 204  |

| 1962 | 1968 | 1975 | 1982 | 1990 | 1999 | 2006 | 2008 | 2013 |
| ---- | ---- | ---- | ---- | ---- | ---- | ---- | ---- | ---- |
| 185  | 210  | 261  | 305  | 330  | 357  | 512  | 556  | 672  |

| 2018 | 2022 | - | - | - | - | - | - | - |
| ---- | ---- | - | - | - | - | - | - | - |
| 728  | 746  | - | - | - | - | - | - | - |

## Culture locale et patrimoine

### Lieux et monuments
- Église Saint-Wandrille.
- Le château de Belleville-en-Caux. Il est en pierre et brique et d'époque Renaissance.

### Personnalités liées à la commune
- Les Davy, marquis de la Pailleterie, possédaient le château. En descendent par les mâles, le général Dumas (qui a pris le nom de sa mère, esclave haïtienne, concubine du marquis de la Pailleterie) et Alexandre Dumas père et fils.

### Héraldique
| Armes de Belleville-en-Caux | Les armes de la commune de Belleville-en-Caux se blasonnent ainsi : D'azur au coussinet d'or chapé du même aux deux perdrix de gueules. |